# Mamadou Diallo

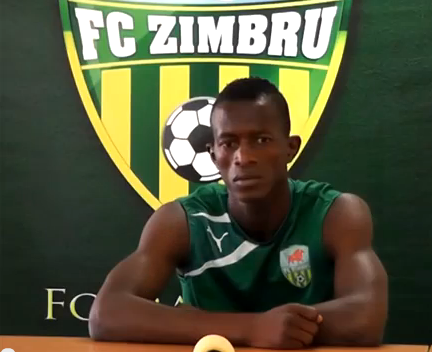

Mamadou Saliou Diallo (n. 17 martie 1995, Conakry, Guineea) este un fotbalist portughez originar din Guineea, care în prezent evoluează la clubul Canelas 2010 pe postul de atacant. El a debutat în tricoul echipei chișinăuiene în data de 21 august 2014, într-un meci din play-off-ul UEFA Europa League 2014-2015 contra echipei grecești PAOK Salonic, intrând la schimb în minutul '82 al jocului.